# Симпсон (Северна Каролина)
Симпсон (енгл. Simpson) град је у америчкој савезној држави Северна Каролина.

## Демографија
По попису из 2010. године број становника је 416, што је 48 (-10,3%) становника мање него 2000. године.
| Група             | 2000.       | 2010.       |
| Белци             | 247 (53,2%) | 248 (59,6%) |
| Афроамериканци    | 197 (42,5%) | 154 (37,0%) |
| Азијати           | 0 (0,0%)    | 0 (0,0%)    |
| Хиспаноамериканци | 13 (2,8%)   | 11 (2,6%)   |
| Укупно            | 464         | 416         |